# Falsoserixia fouqueti
Falsoserixia fouqueti är en skalbaggsart som beskrevs av Maurice Pic 1933. Falsoserixia fouqueti ingår i släktet Falsoserixia och familjen långhorningar. Inga underarter finns listade i Catalogue of Life.